# 楢崎寛直
楢崎 寛直（ならさき ひろなお、1841年（天保12年） - 1895年（明治28年）8月26日）は、日本の武士（長州藩士）、内務官僚・検察官・裁判官。長野県令。通称・八十槌。

## 経歴
長州藩士の家に生まれる。
明治政府に出仕し、明治4年11月22日（1872年1月2日）筑摩県権参事に就任。同年12月3日（1872年1月12日）長野県権参事に転任。1873年8月12日、同県参事に昇進。1875年6月5日から同年12月28日まで六等判事を兼任。同年7月19日、長野県権令となり、1878年7月25日、長野県令に昇進した。1877年11月、長野県の管轄地域の広大さと、県庁所在地の長野の偏在を理由として、県庁の上田への移庁伺を内務省に提出した。その後、二度目の移庁伺に対しても認可されることはなかった。1881年6月24日、知事を依願免本官となり退官した。
1884年12月2日、参事院議官補に就任。1987年2月25日、検事に任官し、大阪控訴院詰となる。1890年10月16日、始審裁判所判事に転じ東京始審裁判所詰となった。

## 栄典
- 1873年（明治6年）11月19日 - 従六位[11]